# 新世界 メタバースTV!!
『新世界 メタバースTV!!』（しんせかい メタバースTV）は、テレビ朝日で2022年10月2日から2023年9月17日まで放送されたバラエティ番組である。2021年3月28日から2022年3月27日までは日曜23:55 - 翌0:25に『声優パーク建設計画VR部』（せいゆうパークけんせつけいかくブイアールぶ）、2022年4月3日から9月25日までは日曜10:00 - 10:30に『声優パーク建設計画メタバース部』（せいゆうパークけんせつけいかくメタバースぶ）のタイトルで放送されていた。

## 概要
メタバース空間に「光のバーチャル六本木」、「声優パーク」を作ることを目指す声優トークバラエティ。MCの声優・関智一とぺこぱの3人が「事業責任者」としてバーチャルリアリティ（VR）企画を考案し、ブラッシュアップ。毎週声優ゲストを迎えて送るトーク番組。
VR空間光のバーチャル六本木はバーチャルSNS「cluster」を使用し実際に制作されており、番組放送開始から終了1時間後まで無料開放され、番組内でもVR空間「バーチャル六本木アリーナ」、「バーチャルけやき坂」が使用されている。
2022年10月からロブラボとコラボし、ゲームプラットフォームRobloxでコラボゲームを複数公開している。
MCのぺこぱは近年のアニメや声優事情に詳しくないことから抜擢された。ライターの草野虹はややもすると内輪向けになってしまいそうな番組を「声優に詳しくない視聴者でも見やすいムードを作り上げている」と論評している。
2022年4月改編で放送時間を日曜 10:00 - 10:30に移動されると同時に番組タイトルも『声優パーク建設計画メタバース部』に改題。2022年10月改編で番組タイトルを『新世界 メタバースTV!!』に改題のうえ放送時間を1時間に拡大する。ただし、2023年3月以降は『日曜マイチョイス』が月に1回本時間帯で放送されるため、放送休止になる場合がある。
2023年9月17日で放送が終了し、10月7日（6日深夜）からは後継番組『金曜日のメタバース』（MC：芝大輔（モグライダー）、ハシヤスメ・アツコ）が土曜 0:45 - 1:15（金曜深夜）に放送されている。

## 出演者
- 関智一
- ぺこぱ

## 主なコーナー
- 声優世代表

ゲスト声優が声優第○世代にあたるのかを分類し、考察するコーナー。2021年7月現在、第1世代から第10世代までで分けられ、第10世代はおおよそデビュー5年目までとなっている。実際のデビュー年（子役経験者など）かブレイクした時期で判断するのかはそれぞれの回や出演者により判断されている。例えば、尾崎由香は実際の芸歴でいくと第5世代に相当するが、声優歴は5〜6年ということで第10世代に分類されている。逆に浪川大輔は年齢を基準とすると第5世代、声優業界から干されていた時期を入れると第8世代と主張したが、最終的には子役時代を含めて第3世代に分類されている。起点となる第1世代は第1回での関の提言により、勝田久と設定された。この声優がこの世代にいたら表に入ることが出来ない、または同じ世代に自分の先輩と後輩が混じってるという場合は該当する声優を1世代上げたりする措置が取られる場合がある。このパターンで、最初第8世代に分類されていた木村昴が第6世代に移動となり、その後、本人の出演で第7世代に分類されたが、上村祐翔の出演した回で再び第6世代となり、本人の再出演で第7世代に戻された。その際、梶裕貴が木村の1年先輩であることが発覚し、梶と同期の声優をまとめて第6世代に上げた結果、第7世代がスカスカになってしまった。世代表を直してほしい人はゲストに来るよう関が呼び掛けている。2022年3月7日現在の世代表は以下の通り。『メタバース』改題後は行われていない。
| 世代      | 声優 | 声優 |
| --------- | --- | --- |
| 第1世代   | 小池朝雄・勝田久・永井一郎・広川太一郎・若山弦蔵・野沢那智・山田康雄・小原乃梨子・向井真理子・肝付兼太・富山敬・野沢雅子・中尾隆聖・古谷徹・藤田淑子                               | 小池朝雄・勝田久・永井一郎・広川太一郎・若山弦蔵・野沢那智・山田康雄・小原乃梨子・向井真理子・肝付兼太・富山敬・野沢雅子・中尾隆聖・古谷徹・藤田淑子                               |
| 第2世代   | 古川登志夫・神谷明・平野文・田中秀幸・井上和彦・島本須美・田中真弓・堀川りょう・小山茉美・大塚芳忠・三ツ矢雄二・中田譲治・潘恵子                                                   | 古川登志夫・神谷明・平野文・田中秀幸・井上和彦・島本須美・田中真弓・堀川りょう・小山茉美・大塚芳忠・三ツ矢雄二・中田譲治・潘恵子                                                   |
| 第2.5世代 | 速水奨 | 速水奨 |
| 第3世代   | 小杉十郎太・堀内賢雄・松本保典・矢尾一樹・チョー・大塚明夫・山路和弘・深見梨加・山寺宏一・浪川大輔                                                                                 | 小杉十郎太・堀内賢雄・松本保典・矢尾一樹・チョー・大塚明夫・山路和弘・深見梨加・山寺宏一・浪川大輔                                                                                 |
| 第3.5世代 | 松本梨香 | 松本梨香 |
| 第4世代   | 山口勝平・黒田崇矢・矢島晶子・大谷育江・高木渉・森川智之・平田広明・高山みなみ・藤原啓治・阪口大助・関智一・くまいもとこ・林勇・宮村優子・ゆかな・岡村明美・山口由里子             | 山口勝平・黒田崇矢・矢島晶子・大谷育江・高木渉・森川智之・平田広明・高山みなみ・藤原啓治・阪口大助・関智一・くまいもとこ・林勇・宮村優子・ゆかな・岡村明美・山口由里子             |
| 第5世代   | 中井和哉・小山力也・かかずゆみ・水田わさび・森久保祥太郎・高橋広樹・諏訪部順一・朴璐美・平川大輔・小西克幸・竹内順子・折笠富美子・桑島法子・福山潤・森田成一・伊藤健太郎・本田貴子 | 中井和哉・小山力也・かかずゆみ・水田わさび・森久保祥太郎・高橋広樹・諏訪部順一・朴璐美・平川大輔・小西克幸・竹内順子・折笠富美子・桑島法子・福山潤・森田成一・伊藤健太郎・本田貴子 |
| 第5.5世代 | 沢城みゆき・中村悠一 | 沢城みゆき・中村悠一 |
| 第6世代   | 木村良平・宮野真守・新井里美・平野綾・花澤香菜・立花慎之介・石川由依・小野賢章・梶裕貴・岡本信彦・代永翼・早見沙織・江口拓也・豊永利行・細谷佳正                                   | 木村良平・宮野真守・新井里美・平野綾・花澤香菜・立花慎之介・石川由依・小野賢章・梶裕貴・岡本信彦・代永翼・早見沙織・江口拓也・豊永利行・細谷佳正                                   |
| 第6.5世代 | 久野美咲・日高里菜 | 久野美咲・日高里菜 |
| 第7世代   | 諸星すみれ・上村祐翔・木村昴・河西健吾・小野友樹 | 諸星すみれ・上村祐翔・木村昴・河西健吾・小野友樹 |
| 第8世代   | 松岡禎丞・島﨑信長・村中知・種崎敦美・大橋彩香・田所あずさ・Machico・木戸衣吹・小林裕介・逢坂良太・徳井青空・東山奈央・赤﨑千夏・白井悠介・田村奈央・榎木淳弥・潘めぐみ            | 松岡禎丞・島﨑信長・村中知・種崎敦美・大橋彩香・田所あずさ・Machico・木戸衣吹・小林裕介・逢坂良太・徳井青空・東山奈央・赤﨑千夏・白井悠介・田村奈央・榎木淳弥・潘めぐみ            |
| 第8.5世代 | 笠間淳 | 笠間淳 |
| 第9世代   | 伊東健人・神尾晋一郎・本渡楓・梅原裕一郎・内田雄馬・田中あいみ・天﨑滉平・畠中祐・千本木彩花・武内駿輔                                                                             | 伊東健人・神尾晋一郎・本渡楓・梅原裕一郎・内田雄馬・田中あいみ・天﨑滉平・畠中祐・千本木彩花・武内駿輔                                                                             |
| 第9.5世代 | 土岐隼一 | 土岐隼一 |
| 第10世代  | 古賀葵・尾崎由香・和氣あず未・落合福嗣・鈴木崚汰・小原好美・梶原岳人・上田瞳 | 古賀葵・尾崎由香・和氣あず未・落合福嗣・鈴木崚汰・小原好美・梶原岳人・上田瞳 |
- 漫才生アフレコ

ぺこぱの生漫才にアフレコを行うコーナー。
- 時を戻そう記念館

思い出に残ったエピソードや宝物を「時を残して」紹介する。

## 放送局
いずれも全編ローカルセールス枠での放送。

### メタバース部
| 放送対象地域 | 放送局                | 系列           | 放送時間                     | ネット状況 | 脚注     |
| ------------ | --------------------- | -------------- | ---------------------------- | ---------- | -------- |
| 関東広域圏   | テレビ朝日（EX）      | テレビ朝日系列 | 日曜 10:00 - 10:30           | 制作局     |          |
| 秋田県       | 秋田朝日放送（AAB）   | テレビ朝日系列 | 日曜 10:00 - 10:30           | 同時ネット | [ 注 1 ] |
| 愛媛県       | 愛媛朝日テレビ（eat） | テレビ朝日系列 | 日曜 10:00 - 10:30           | 同時ネット | [ 注 1 ] |
| 鹿児島県     | 鹿児島放送（KKB）     | テレビ朝日系列 | 月曜 0:59 - 1:29（日曜深夜） | 遅れネット |          |

### VR部
| 放送対象地域 | 放送局           | 系列           | 放送時間            | ネット状況 |
| ------------ | ---------------- | -------------- | ------------------- | ---------- |
| 関東広域圏   | テレビ朝日（EX） | テレビ朝日系列 | 日曜 23:55 - 翌0:25 | 制作局     |

## スタッフ
- ナレーション：高山みなみ
- 構成：なかじまはじめ、北本かつら、デーブ八坂、宇都木彩乃、田口拓矢（北本・田口→2022年10月2日 - ）
- TM：高田格
- TD：斉藤紘志（以前はTD／SW）、廣瀬義幸【週替り】、青山和広【不定期】
- SW：藤井雄基、丸山竜一、古川雅之（古川→TD／CAMの回あり）、時田将光、佐藤邦彦、千ヶ崎裕介、石渡剛【週替り】
- CAM：小林咲希、保坂健一、保泉達也、蝦名岳文、砂田大樹、石黒康一、前田芽生（蛯名→TDの回あり、前田→SWの回あり）【週替り】
- 音声：山本春香、安倉愛美、辻結衣、小澤克教【週替り】
- 映像：菅原功暉、菅野明弘、瀬尾将太、田辺帆風、佐藤善紀【週替り】
- 照明：山本美奈子、鈴木勇人、田居稚菜、佐久間浩一【週替り】
- PA：宇都宮晋也【不定期】
- 美術プロデューサー：小山晃弘
- デザイン：小柳千尋
- 美術進行：吉村純子
- メイク：川口カツラ店
- 美術協力：テレビ朝日クリエイト
- 協力：東京オフラインセンター
- 編集：奈良直樹、高美こころ、橋本淳一郎、西村真嬉、椎名友教、荒木将汰、相馬貴志、今野友貴、高木宏輔、渡辺健也、泉舘雄介、森嶋亮【週替り】
- MA：多勢捺映、岩倉省吾、松岡古生蕗、井坂拓人、姥谷充浩、関川一貴、山田謙一、足立篤弘、奴賀貴幸、大江拓也、平山達也、松尾隆裕、安河内隆文、堀口誠、元木綾美、直江泰輔、小田嶋広貴【週替り】
- 音響効果：飯塚優也（アッパーアローズ）
- TK：中里優子
- VR&アートディレクション：横井勝
- CGデザイン：村野彰彦、中村均、香川凌也
- VR協力：cluster
- 編成：三浦靖雄
- 宣伝：五色智也
- 制作協力：オフィスぼくら、東通企画（東通企→2022年10月2日 - ）
- 統括：船引貴史（2022年7月31日-、以前はプロデューサー）
- 制作スタッフ：志賀彩珠美、田上可奈、長嶺拓也、北見駿也、小谷龍輝、市坪明佳、河合真歩、菊地真由、土屋雄聖、二瓶莉乃
- アシスタントプロデューサー：真田大輔、村瀬桃子、松本幸子、梶原亜紀
- ディレクター：渡邊咲紀、池田政紀、山本結城、佐々木健太、岩﨑海十、東裕二、渡大空、野尻由紀子、関川智実、石橋風吾
- プロデューサー：矢崎浩司、金井大介（金井→2022年9月18日 - ）、雨宮雄太、伊部千佳子、濱本真治（濱本→2022年10月2日 - ）
- 制作：テレビ朝日ビジネスソリューション本部 コンテンツ編成局第1制作部6メタバース部
- 制作著作：テレビ朝日

### 過去
- ナレーション：江口拓也【不定期】
- 構成：鈴木おさむ（一時期コンセプト担当）、小杉四駆郎
- TD：村越一輝【不定期】
- 美術進行：笠原佳奈
- 大道具：岩崎琢真、深谷浩之【週替り】
- 電飾：大邉華子
- 編成：大松宏樹、新谷拓也、秋谷祥加、林智乃、辻慈生、柳井寛史
- 宣伝：樽井勝弘、清水望
- 統括：奥川晃弘
- 制作スタッフ：小野日夏里、寺地春香、丹波さよか、鈴木琢也、外山友香菜、山本えみり、山村あすか、竹倉颯生、鎌田美登里、中村祐基、伊藤友梨花
- アシスタントプロデューサー：渡辺敦成、坂入清美、厳周人（厳→以前は制作スタッフ）
- ディレクター：長谷川嘉紀、芳賀善之、松原まりも、岩松悠、伊藤敦基、石永遊、山本司、白井基教、三村美絵
- 演出：三枝健介、北嶋一喜（北嶋→2022年9月 - ）
- プロデューサー：稲垣哲也
- ゼネラルプロデューサー：樋口圭介